# Hyssia stigmatosa
Hyssia stigmatosa là một loài bướm đêm trong họ Noctuidae.